# Katzenbach (Kirchen)
Katzenbach ist ein Stadtteil und ein Ortsbezirk der Stadt Kirchen (Sieg) im Landkreis Altenkirchen (Westerwald) im nördlichen Rheinland-Pfalz an der Grenze zu Nordrhein-Westfalen. Bis 1969 war Katzenbach eine eigenständige Gemeinde.

## Geographie
Der Ort Katzenbach liegt auf einer Hochebene zwischen Kirchen und Brachbach an den Hängen des „Weißen Steines“ und des „Kahlenberges“ über dem Siegtal.<
Zum Ortsbezirk Katzenbach gehört auch der im Siegtal gelegene Ortsteil Euteneuen, sowie der Wohnplatz Eutebach.

## Geschichte
Am 7. Juni 1969 wurde die bis dahin eigenständige Gemeinde Katzenbach mit damals 397 Einwohnern nach Kirchen (Sieg) eingemeindet. Dabei wurde der bisherige Ortsteil Unterbündenholz abgetrennt und stattdessen in die Ortsgemeinde Brachbach eingegliedert.

## Politik
Katzenbach ist als ein Ortsbezirk der Stadt Kirchen (Sieg) ausgewiesen und besitzt einen Ortsbeirat und einen ehrenamtlichen Ortsvorsteher.
Der Ortsbeirat besteht aus fünf Beiratsmitgliedern, die bei der Kommunalwahl am 9. Juni 2024 in einer Mehrheitswahl gewählt wurden, und dem ehrenamtlichen Ortsvorsteher als Vorsitzendem.
Ortsvorsteher ist Jürgen Irlich (CDU). Bei der Direktwahl am 26. Mai 2019 wurde er mit einem Stimmenanteil von 87,50 % und am 9. Juni 2024 als einziger Bewerber mit 77,9 % jeweils für weitere fünf Jahre wiedergewählt.

## Kultur
Ein reges Vereinsleben bereichert das Leben im Ort. Insbesondere in der Karnevalszeit wird das Bürgerhaus regelmäßig für Veranstaltungen genutzt.

## Wirtschaft und Infrastruktur
Die Kreisstraße K97 bindet Katzenbach an das Straßennetz an. Nach Westen führt sie nach Kirchen (Sieg), in östlicher Richtung nach Brachbach. Außerdem findet sich in Katzenbach ein Hotel mit Restaurant, ein Bauernhof, sowie Übernachtungsmöglichkeiten in Ferienwohnungen.